# Cucurbăta Mare
Cucurbăta Mare' (ungarsk: Nagy-Bihar), også kendt som Bihor-toppen, er et bjerg i Bihorbjergene (i Apusenibjergene). Det ligger i den sydøstlige del af distriktet Bihor, tæt på grænsen til Alba, i Rumænien. Det er 1.849 moh. højt, og det højeste bjerg i de Vestrumænske Karpater.